# Het Poorthuis (Baarn)
Het Poorthuis is een gemeentelijk monument aan de Acacialaan in Baarn in de provincie Utrecht.
Het gebouw werd na de bouw in 1920 gebruikt als gemeentelijk badhuis. In 1929 vond een uitbreiding plaats waarbij het aantal badhokjes achter het gebouw werd verdubbeld en er kwam een woonverdieping op het voorpand. Naast zestien douches waren ‘voor den middenstanders’ nog twee kuipbaden en twee baden met douche. Een eenvoudige douche kostte 15 cent voor twintig minuten. Beheerder was het echtpaar De Boer, die na 1952 werd opgevolgd door Van Diermen. In deze tijd kwamen zo’n 2800 klanten per week naar het badhuis. Dit was op maandag en dinsdag twaalf uur per dag open, donderdag tot en met zaterdag dertien uur. Op woensdagen en zondagen was het gesloten. In de vijftiger jaren kregen de huizen in de wijken De nieuwe Oosterhei en de Schildersbuurt een eigen douche, in de zestiger jaren kregen ook de oude wijken subsidie om douches aan te brengen. Hierdoor liep het aantal bezoekers terug tot 1800 in 1953, waarna de gemeente besloot het badhuis te sluiten.
Na de sluiting van het badhuis werd het gebouw een sociaal-cultureel centrum. Dit werd tot 1985 gerund door de IHC: Interkerkelijke Hulp Centrale. Drijvende kracht bij de activiteiten was IJsbrand Poortman had het voornoemde IHC bedacht, buurthuis met maatschappelijke en culturele activiteiten. In 1999 werd het eigendom van het Leger des Heils. De naam Poorthuis bleef in gebruik als wijkcentrum bij de verhuizing naar de Kerkstraat. In de 21e eeuw werd het verkocht en kreeg het pand een kantoor- en praktijkfunctie.